# Museo Franz Mayer

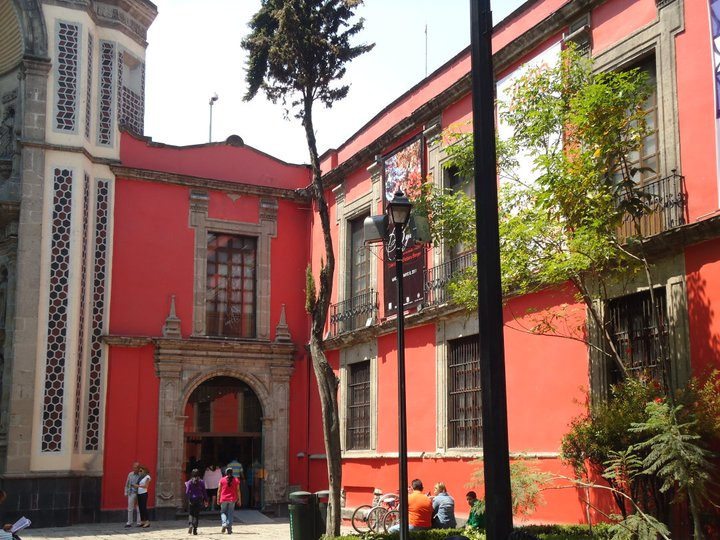
Eingang des Museo Franz Mayer

Das Museo Franz Mayer ist ein Kunstmuseum im historischen Zentrum von Mexiko-Stadt. Es wurde 1986 in einem alten Gebäude errichtet, das zuvor über vier Jahrhunderte lang als Hospital genutzt worden war. Das Museum beherbergt die Sammlung des Kunstsammlers Franz Mayer, die einen Schwerpunkt auf Kunsthandwerk und Objekte aus Mexiko aufweist. Die Sammlung umfasst neben dem Kunsthandwerk auch Gemälde, Textilien und Bücher.

## Geschichte
Franz Mayer sammelte zeit seines Lebens Kunsthandwerk wie Keramik, Möbel, Silberarbeiten und Textilien aus Asien, Europa und vor allem aus Mexiko. Daneben sammelte er Gemälde und Bücher. 1963 richtete er den Fonds Franz Mayer Cultural Trusteeship ein, der von der Banco de México verwaltet wird. Nach seinem Tod im Jahr 1975 begannen die Bestrebungen, ein eigenes Museum einzurichten. 1981 übergab das Ministerium für Stadtentwicklung und öffentliche Bauvorhaben das Gebäude an der Plaza de la Santa Veracruz an die Stiftung Franz Mayers. Im selben Jahr begannen die Restaurierung und die Anpassung des Gebäudes an die Erfordernisse eines Museums. Am 15. Juli 1986 wurde das Museo Franz Mayer eröffnet. Zur Eröffnung waren die Arbeiten noch nicht abgeschlossen. So gab es noch keinen Museumsshop, keine Cafeteria und Bibliothek. 1988 wurden die letzten Bauarbeiten am Museo Franz Mayer abgeschlossen. Für die Unterbringung der Personalbüros und für neue Magazinräume wurde 1998 ein angrenzendes Gebäude gekauft. Bis 2020 soll das Museum modernisiert werden, um die Ausstellungsräume auf den neuesten Stand zu bringen.

## Gebäude

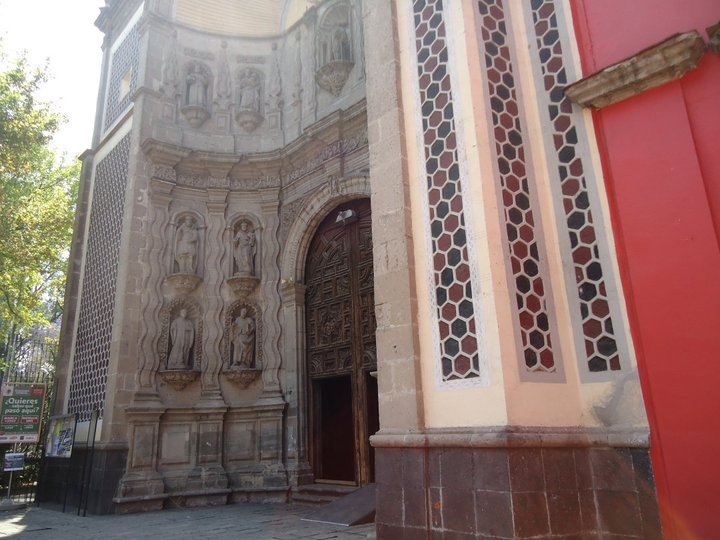
Portal der zum Komplex gehörenden Kirche

Das Museo Franz Mayer befindet sich in einem Gebäude, dessen Geschichte bis ins 16. Jahrhundert zurückreicht. Es wurde ursprünglich als Lager für Mehl genutzt. 1582 errichtete in ihm Pedro López, der erste Arzt, der die Real y Pontificia Universidad de México absolvierte, ein Hospital, das sich vor allem an unterprivilegierte Gruppen der Gesellschaft richtete. Nach dem Tod von López 1597 übernahm dessen Sohn die Leitung des Hospitals, das mit Unterstützung der Dominikaner betrieben wurde. Im folgenden Jahr reiste einer der Dominikaner nach Spanien und erreichte dort 1599, dass König Philipp III. begann die Einrichtung finanziell zu unterstützen. 1604 zog der Orden der barmherzigen Brüder vom heiligen Johannes von Gott in das Gebäude ein und betrieb das Hospital als erste Einrichtung zur Krankenfürsorge des Ordens in Amerika. Im Jahr 1620 begannen große Umbaumaßnahmen, die zur Errichtung einer Kirche, eines Konvents und Hospitals führten. 1650 wurde der Altar geweiht, 1673 die Baumaßnahmen abgeschlossen. Am 10. März 1766 wurde das Hospital bei einem Brand teilweise zerstört, am 8. März 1800 geschah selbiges durch ein Erdbeben.

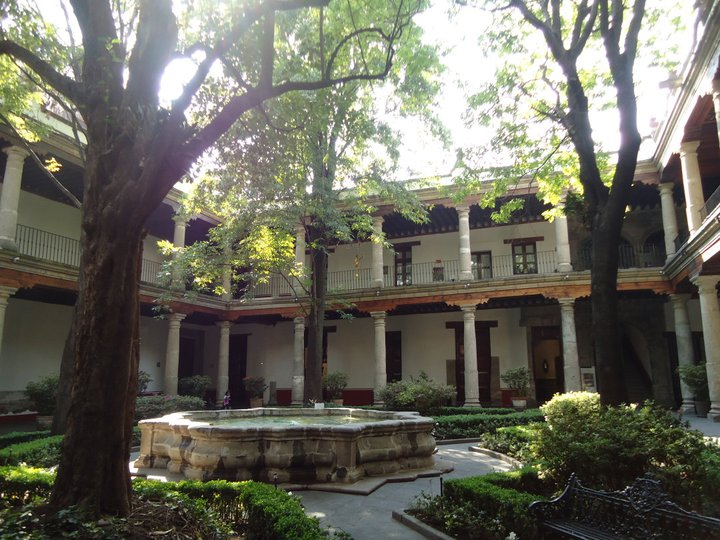
Innenhof

Infolge der Beschlüsse der Cortes von Cádiz wurden die Orden unterdrückt und 1821 gaben die Brüder des heiligen Johannes von Gott das Hospital auf. 1826 wurden die letzten Kranken in andere Hospitäler verlegt. Von 1830 bis 1834 wurde das Gebäude als Schule genutzt, in der Folge wechselte die Nutzung. Während der französischen Intervention in Mexiko wurde das Gebäude abermals als Hospital genutzt. Diesmal richtete es sich an Prostituierte. Ab 1875 wurde es öffentlich geführt und erhielt den Namen Morelos Hospital. Ab 1914 wurde es als Frauen- und Kinderhospital genutzt. Der Gebäudekomplex wurde 1937 zum nationalen Kulturerbe erklärt und während der Olympischen Sommerspiele 1968 infolge eines Funktionswandels als Ausstellungsraum genutzt. Es behielt seine Funktion als Zentrum für Kunsthandwerk. 1981 wurde es der Museumsstiftung übergeben.

## Sammlung
Die Sammlung des Museo Franz Mayer umfasst über 11.000 Kunstwerke und 10.000 Bücher. Ihr Fokus liegt auf dem Kunsthandwerk vom 16. bis zum 19. Jahrhundert. So sind Silberarbeiten, Keramik, Textilien, Möbel, Federkunst, Elfenbeinarbeiten, Glaskunst, Schildpatt- und Emailarbeiten in der Dauerausstellung zu sehen. Daneben umfasst die Sammlung Skulpturen und Gemälde.
Zur Sammlung des Museo Franz Mayer gehören rund 1300 Silberarbeiten seit dem 15. Jahrhundert, womit es eine der wichtigsten Sammlungen dieser Art in Mexiko ist. Die Objekte repräsentieren die verschiedenen Entwicklungen und Ausführungen dieser Kunstwerke. Eine Vielzahl von ihnen sind Objekte, die in der katholischen Liturgie genutzt wurden, wie etwa Kruzifixe, Tabernakel, Kerzenhalter und Kelche. Daneben sind im Museum auch Werke ziviler Silberobjekte zu sehen wie Teller, Schalen und Besteck. Besondere Stücke sind etwa kleine, goldene, mit Edelsteinen besetzte Zigarettenetuis. Die Keramikabteilung umfasst rund 1600 Objekte und 10.000 Fliesen, die nicht offiziell zur Zahl der Sammlungsobjekte hinzugerechnet werden. Chinesisches Porzellan ist etwa mit Flaschen, Vasen, Tellern und Tassen vertreten. Zur Sammlung gehören auch Teller und Tassen, die mit Logos der British East India Company aus dem späten 18. Jahrhundert versehen sind. Eine weitaus größere Zahl keramischer Objekte stammt aber aus Mexiko, von denen wiederum viele in Puebla gefertigt worden sind. Zu ihnen gehören etwa Teller, Schalen, Krüge, Trinkgefäße und Vasen. Die meisten Teller und Schalen zeigen ornamentale oder religiöse Motive, während auch einige Teller, aber vor allem Vasen am chinesischen Porzellan orientierte Bemalungen zeigen. Textilien sind etwa mit Stickereien von Mariendarstellungen in der Sammlung vertreten. Sie umfasst aber auch etwa mit floralen Elementen bestickte Umhänge und auch Messgewänder. Von den Federkunstarbeiten im Museo Franz Mayer ist vor allem eine Rosenkranzmadonna herausragend.

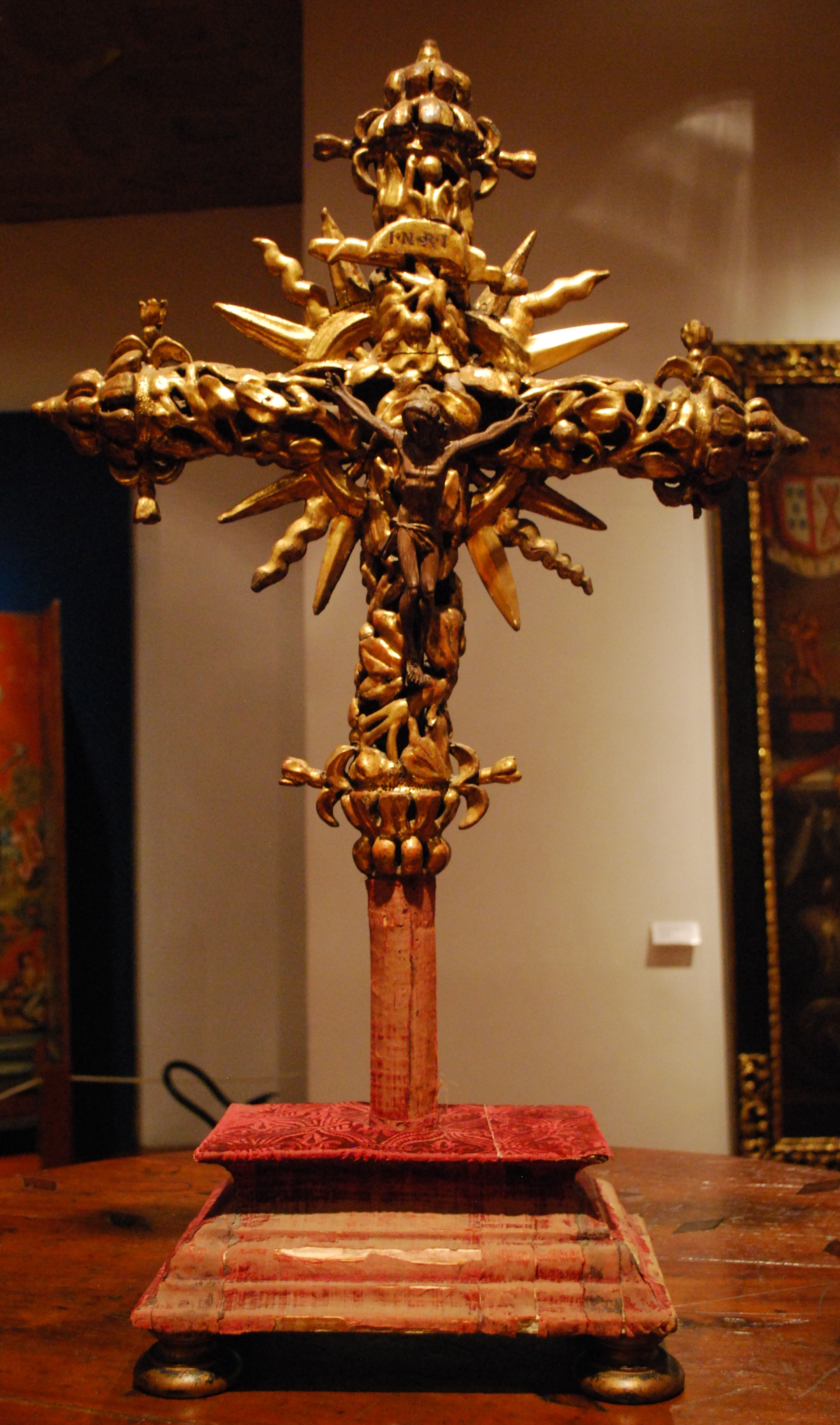
Prozessionskreuz
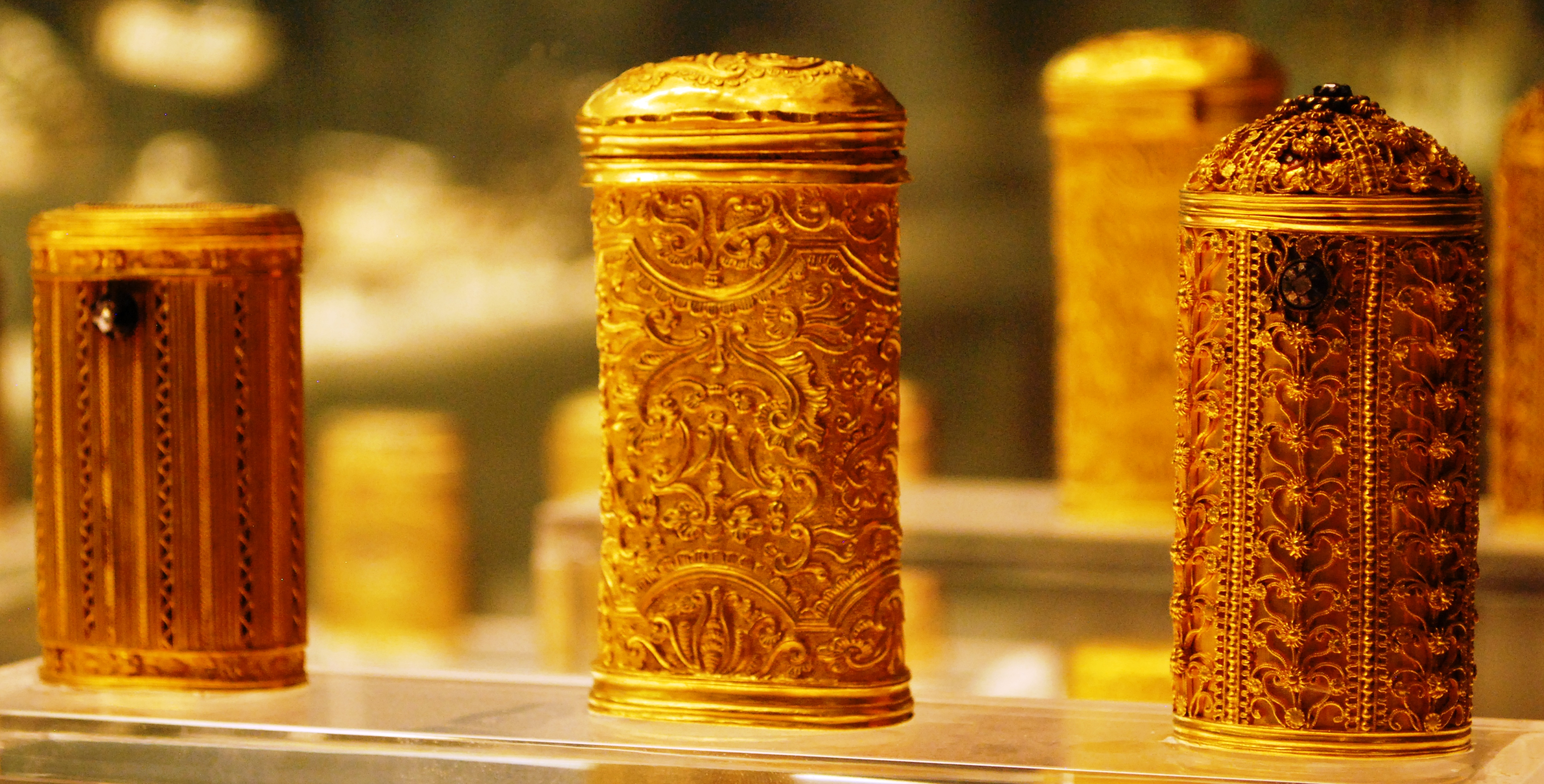
Zigarettenetuis
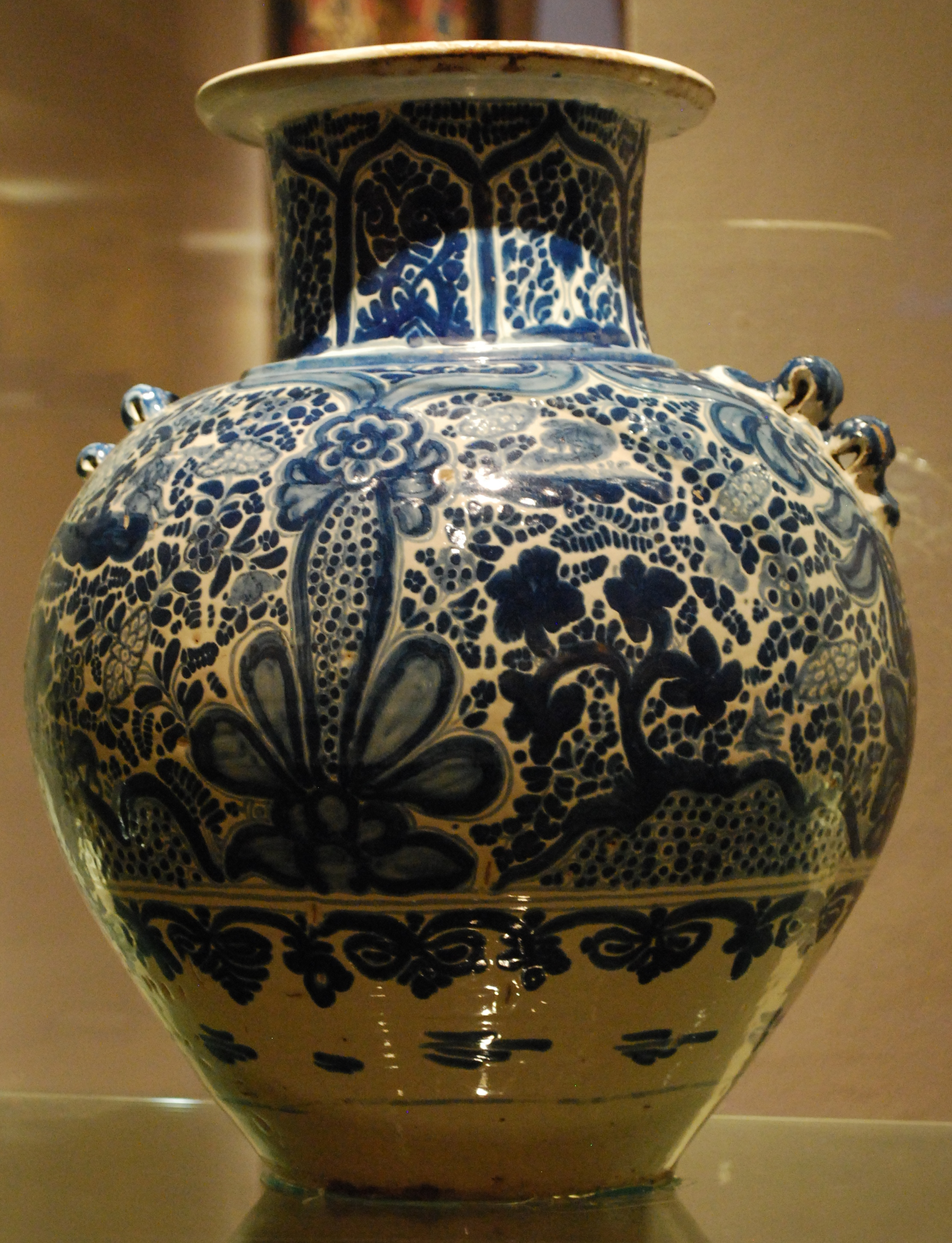
Vase mit an chinesisches Porzellan erinnernder Bemalung, Puebla, 19. Jahrhundert
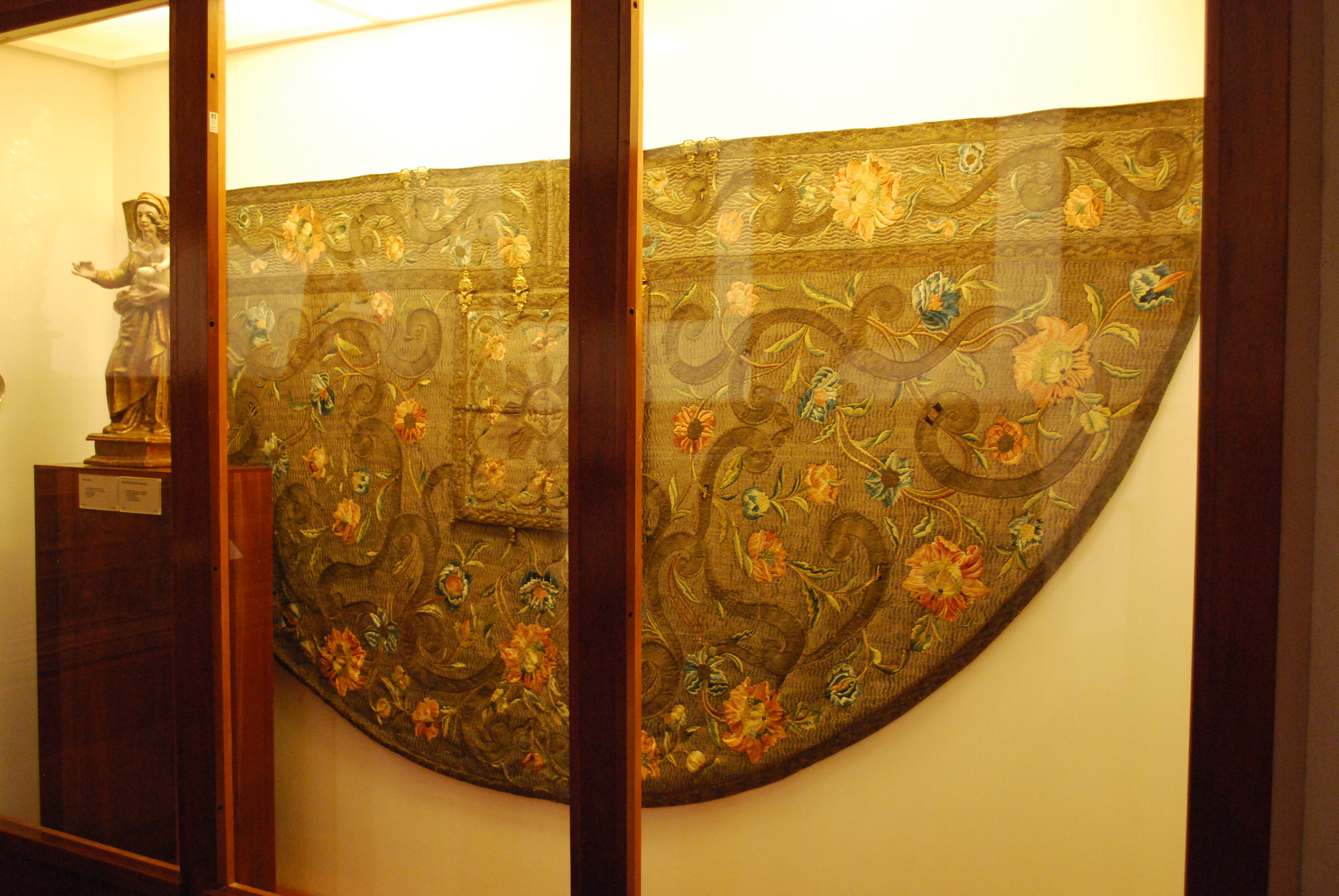
Messgewand

Das Museo Franz Mayer besitzt über 700 Möbelstücke, die vor allem aus Mexiko und Spanien stammen. Die Sammlung umfasst Stühle und Schränke in verschiedenen Ausführungen, sowie Schreibtische, Kommoden und Truhen. Sie decken die Zeitspanne von der Mitte des 16. Jahrhunderts bis zum Ende des 19. Jahrhunderts ab. Besondere Stücke sind etwa eine Tür aus dem Mexiko des 18. Jahrhunderts mit Holzeinlagen als Schmuck und eine Präsentationsplattform für eine religiöse Skulptur aus dem gleichen Zeitraum.

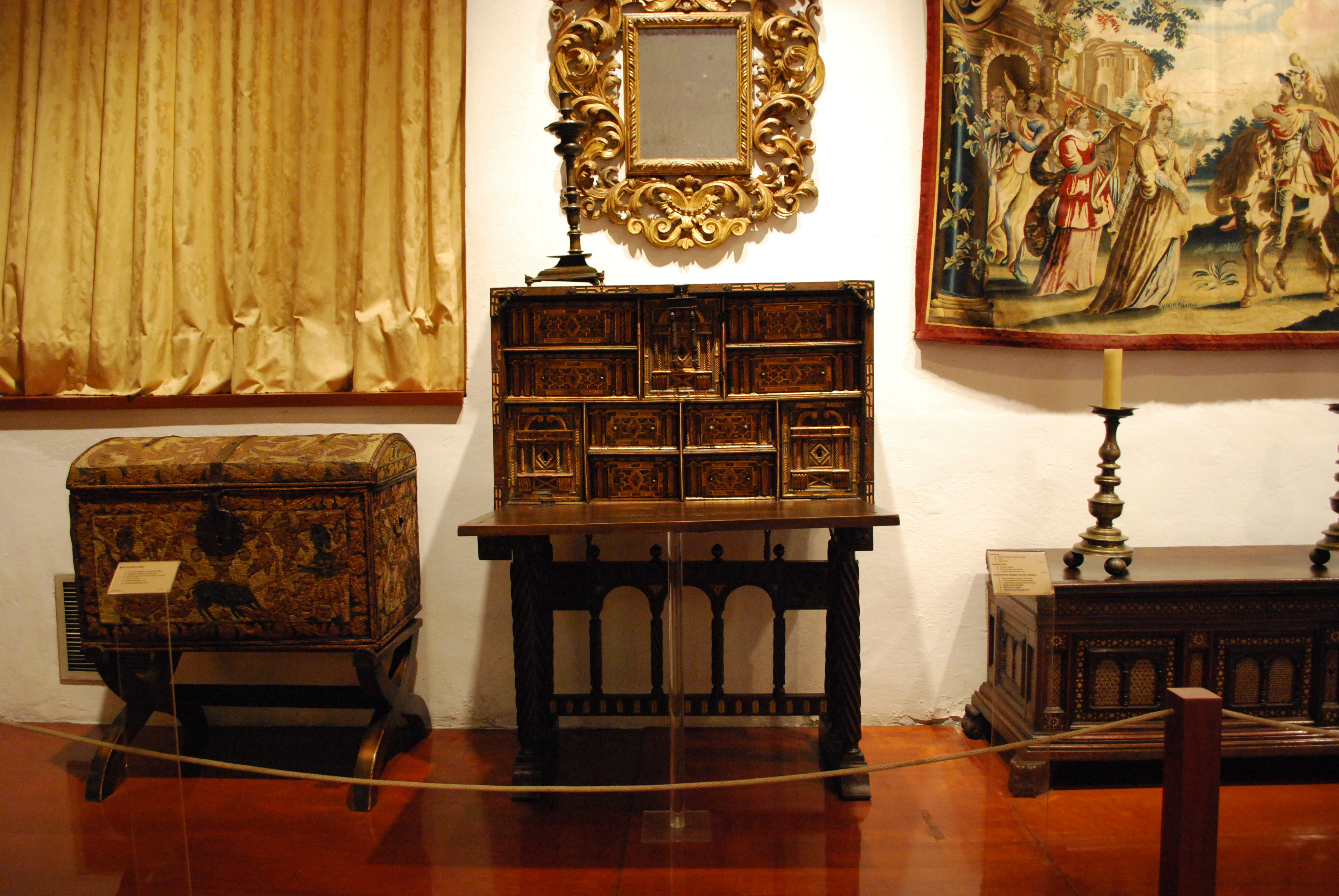
Schreibtisch, Spanien, 17. Jahrhundert
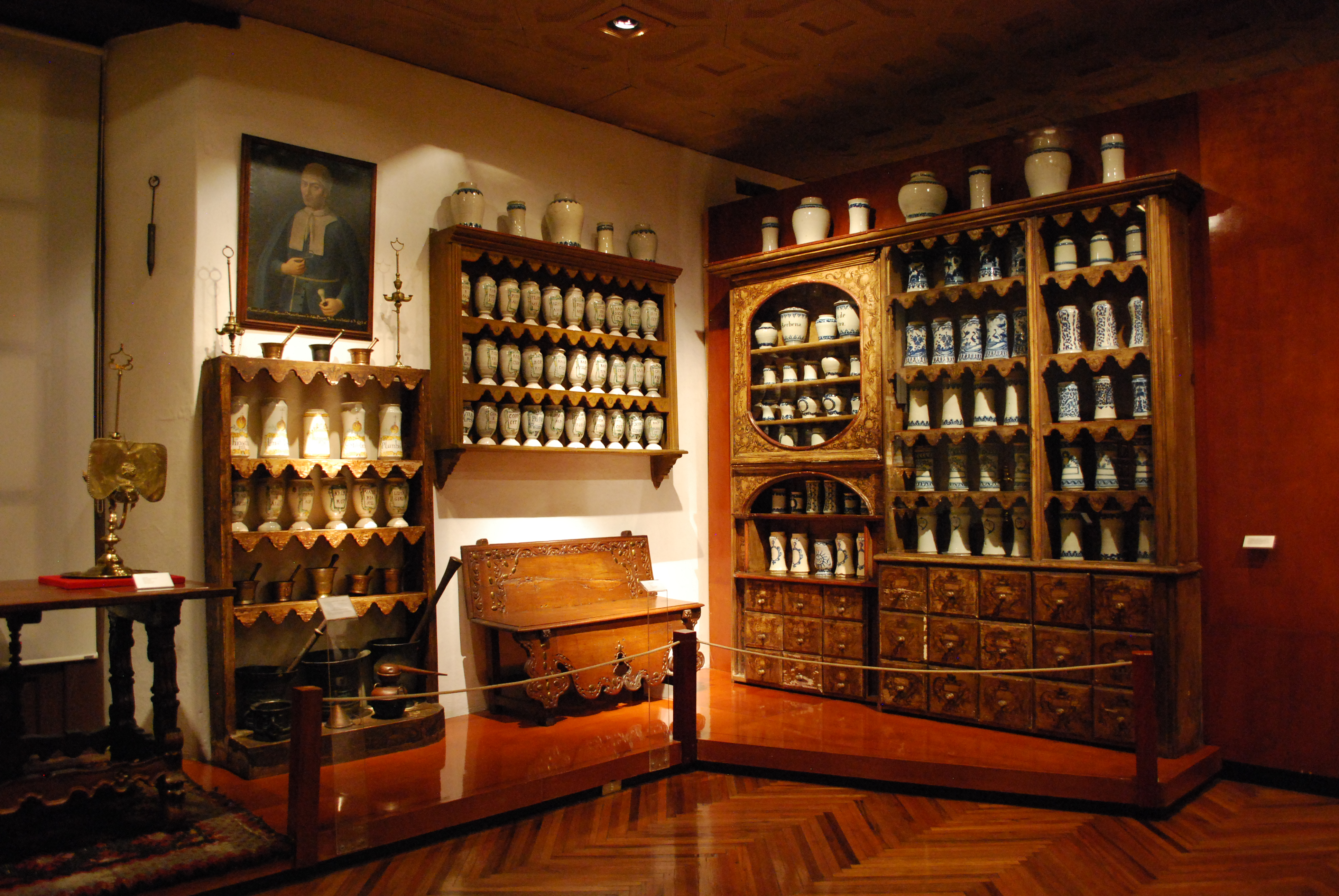
Apothekeneinrichtung
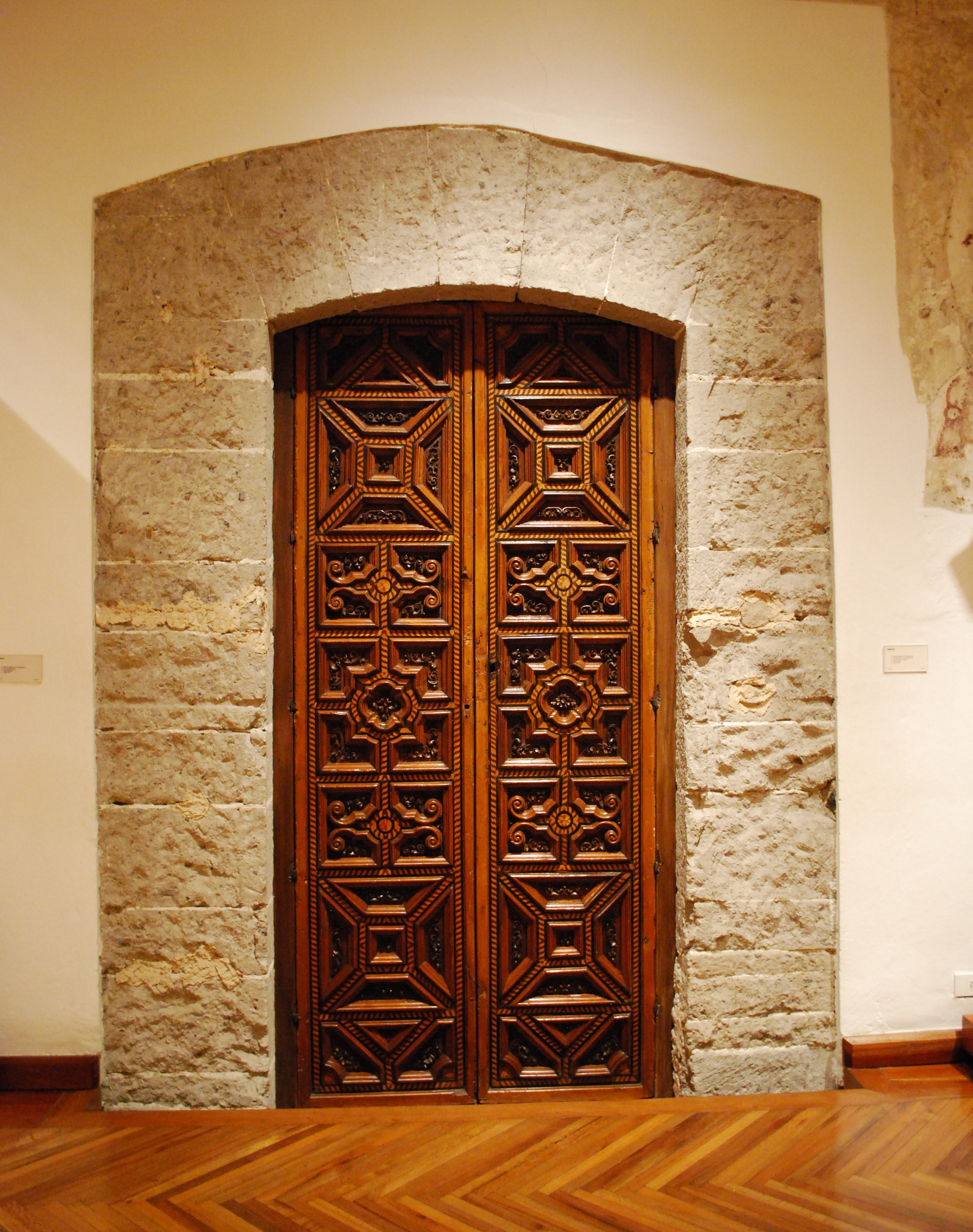
Tür, Mexiko, 18. Jahrhundert

Im Museo Franz Mayer werden sowohl mexikanische als auch europäische Gemälde ausgestellt, so dass die verschiedenen Einflüsse und Bezugspunkte für den Besucher nachvollziehbar werden. Ein Schwerpunkt liegt auf der spanischen Malerei vom 14. Jahrhundert bis in die Moderne. In der Sammlung vertreten sind etwa Jusepe de Ribera, Francisco de Zurbarán, Juan Correa de Vivar, Joaquín Sorolla und Ignacio Zuloaga. Daneben sind Gemälde italienischer Maler wie Lorenzo Lotto oder deutscher wie Bartholomäus Bruyn dem Älteren zu sehen. Ebenso umfasst die Sammlung flämische und niederländische Werke. Die mexikanische Malerei ist etwa mit den religiösen Gemälden des 17. Jahrhunderts vertreten. So etwa durch Juan Correas Jungfrau von Balvenara und Juan Tinocos Die Pflege des Heiligen Cajetan. Besondere Stücke der Sammlung sind die Biombos, die durch einen aus dem späten 17. Jahrhundert, der die Eroberung Mexikos zeigt, und einem aus dem späten 18. Jahrhundert, auf dem eine pastorale Szene dargestellt ist, repräsentiert werden. Die Moderne Kunst ist beispielsweise mit einem Landschaftsgemälde von José María Velasco und El Paseo de los melancólicos, einem Frühwerk von Diego Rivera vertreten. Die Skulpturensammlung des Museo Franz Mayer umfasst unter anderem eine Maria mit Kind von der Mitte des 16. Jahrhunderts. Daneben sind weitere religiöse Skulpturen wie etwa eine Darstellung des Erzengel Michaels aus dem 16./17. Jahrhunderts, eine trauernde Maria aus dem gleichen Zeitraum oder eine thronende Heilige Anna aus dem 17. Jahrhundert zu sehen. Ein herausragendes Stück ist zudem die große Reiterskulptur des Heiligen James.

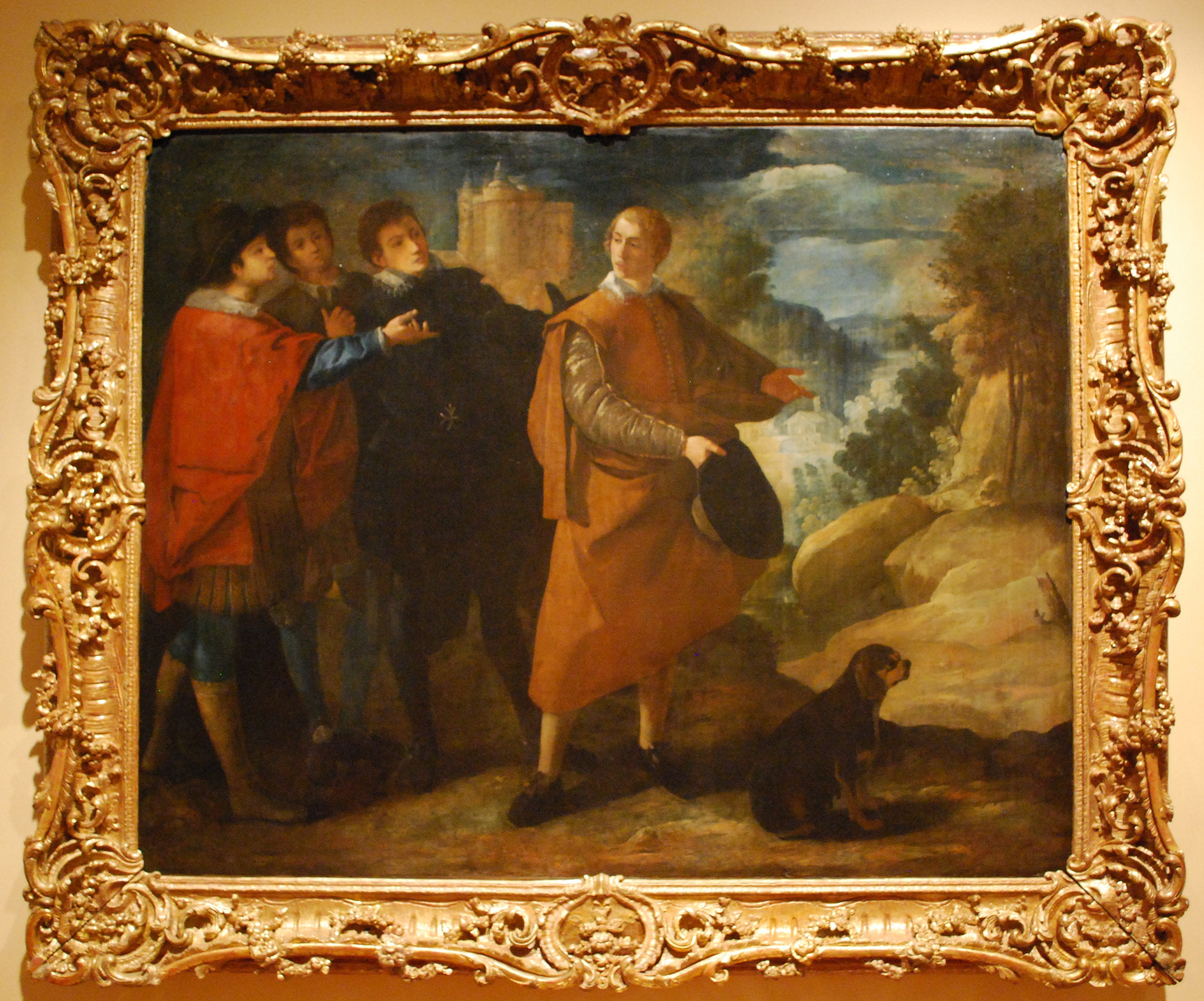
Francisco de Zurbarán, La partida de San Pedro Nicolaso de Barcelona, Spanien, 17. Jahrhundert
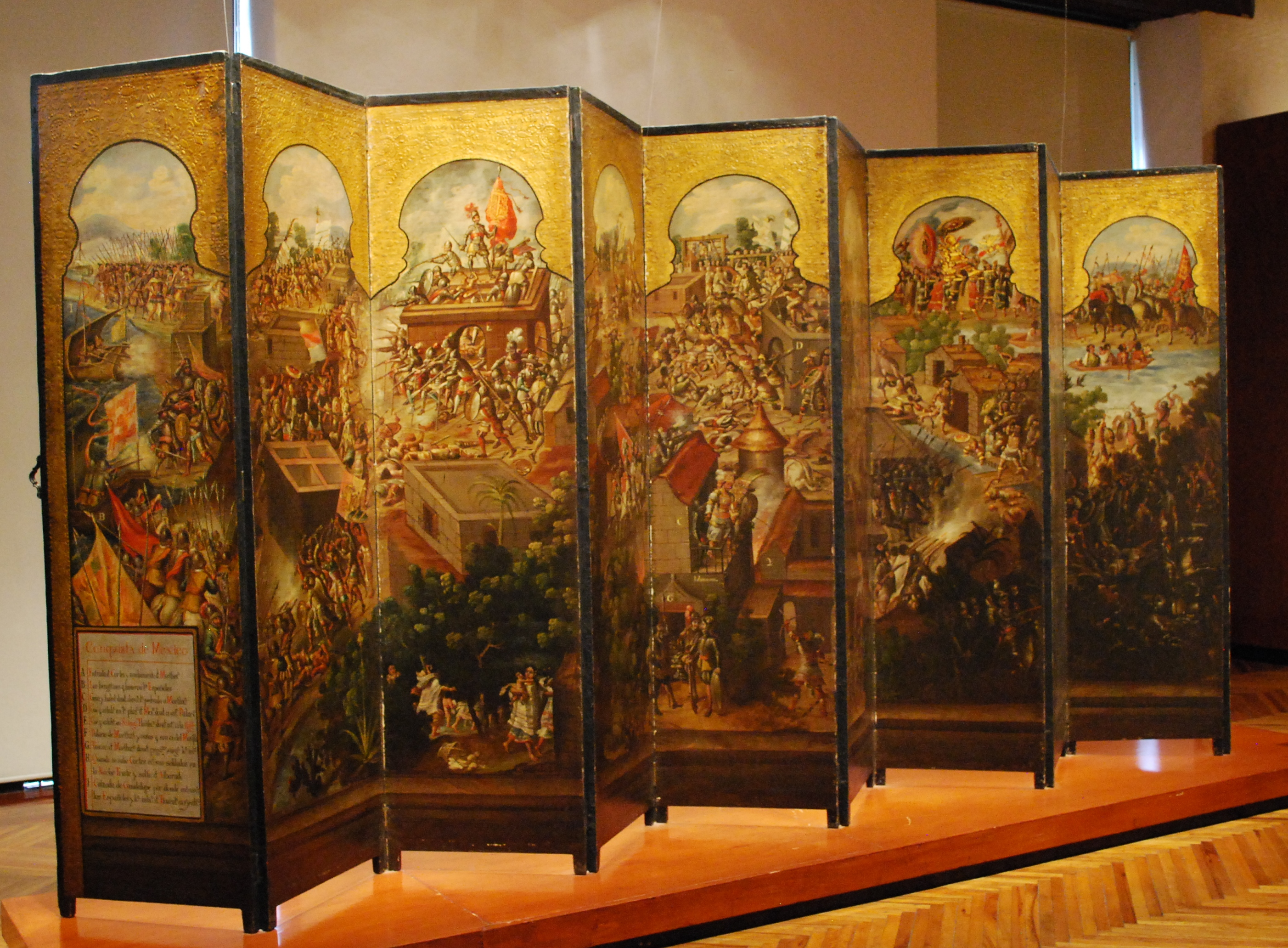
Biombo Die Eroberung Mexikos, Mexiko, Ende 17. Jahrhundert
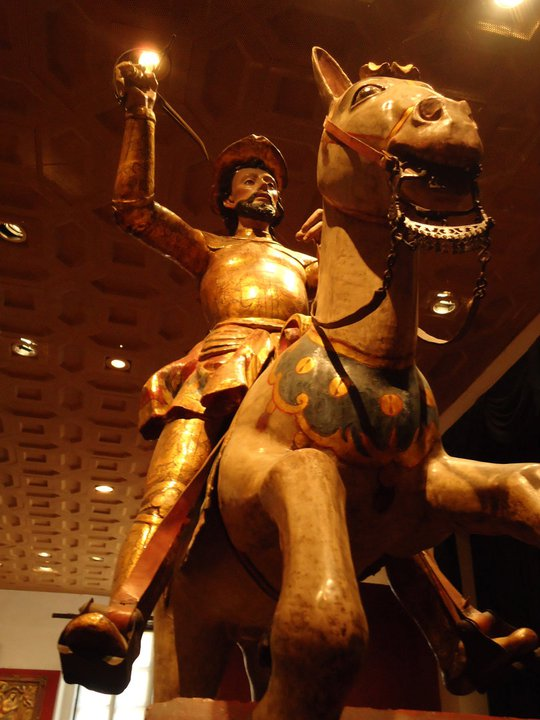
Reiterfigur des Heiligen James

In der Bibliothek werden viele alte und seltene Bücher aufbewahrt. In ihr befinden sich über 800 verschiedene Ausgaben des Buches Don Quijote de la Mancha. Daneben befinden sich in der Bibliothek wertvolle Chorbücher aus dem 18. Jahrhundert.